# 美作市立英田小学校
美作市立英田小学校（みまさかしりつ あいだしょうがっこう）は、岡山県美作市福本にある公立小学校。

## 沿革
- 1971年（昭和46年） - 上山小学校・福本小学校・公文小学校・河会小学校を統合し英田町立英田小学校が開校。
- 2005年（平成17年）3月31日 - 合併により美作市立英田小学校と改称。

## 通学区域が隣接している学校
- 美作市立美作第一小学校
- 美作市立土居小学校
- 備前市立吉永小学校
- 和気町立和気小学校
- 和気町立佐伯小学校
- 美咲町立柵原学園